# Cornucopia Tour

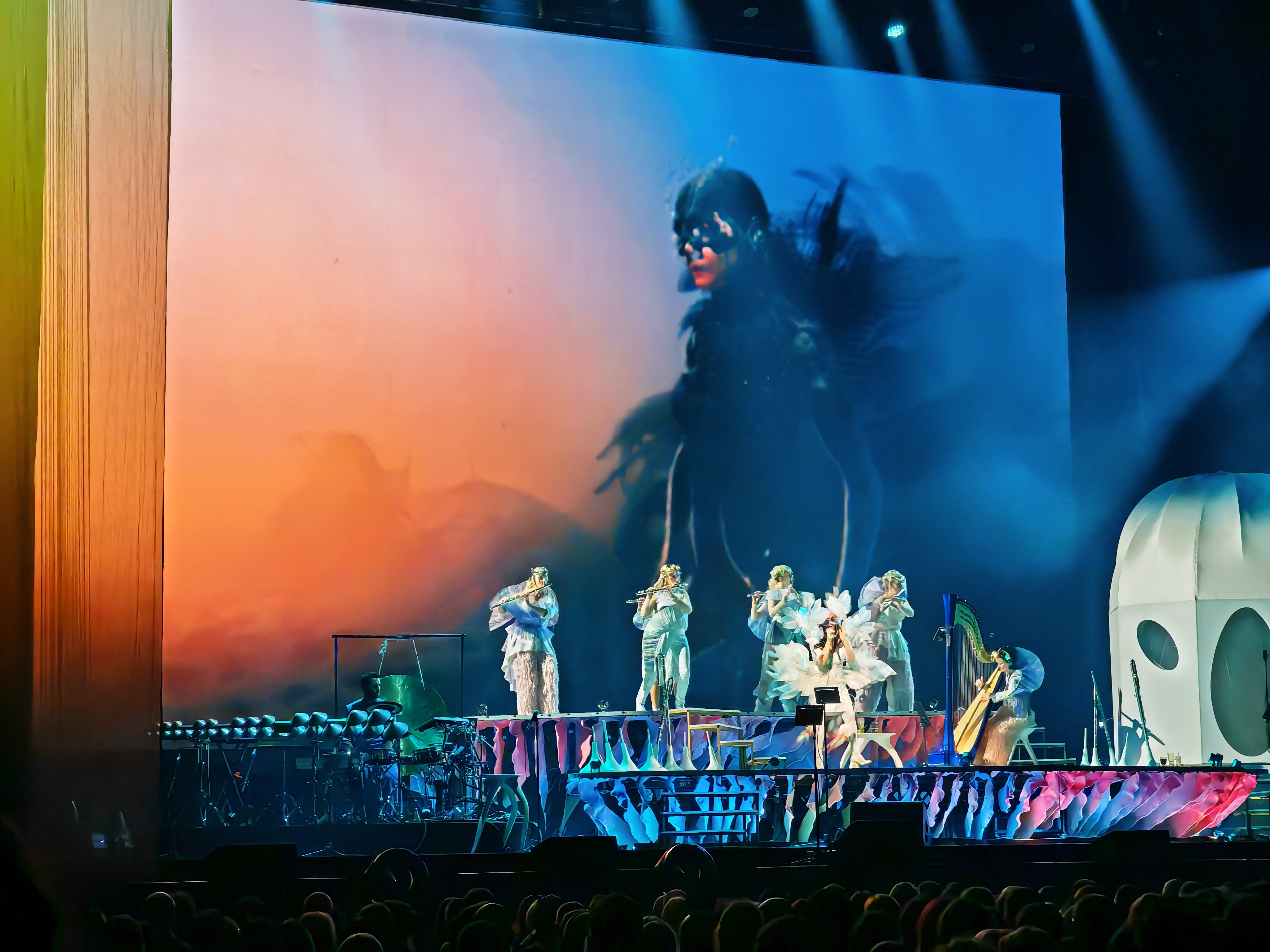
Björk podczas trasy koncertowej Cornucopia w krakowskiej Tauron Arenie

Cornucopia Tour – dziesiąta trasa koncertowa Björk trwająca od 2019 do 2023 roku. W jej trakcie odbyło się czterdzieści pięć koncertów - dwadzieścia jeden w 2019, pięć w 2022 i dziewiętnaście w 2023.

## Program koncertów
1. "The Gate"
2. "Utopia"
3. "Arisen My Senses"
4. "Show Me Forgiveness"
5. "Venus as a Boy"
6. "Claimstaker"
7. "Isobel"
8. "Blissing Me"
9. "Body Memory"
10. "Hidden Place"
11. "Mouth's Cradle"
12. "Features Creatures"
13. "Courtship"
14. "Pagan Poetry"
15. "Losss"
16. "Sue Me"
17. "Tabula Rasa"
18. "Future Forever"
19. "Notget"

## Lista koncertów
1. 6 maja 2019 - New York City, Nowy Jork, USA - The Shed
2. 9 maja 2019 - New York City, Nowy Jork, USA - The Shed
3. 12 maja 2019 - New York City, Nowy Jork, USA - The Shed
4. 16 maja 2019 - New York City, Nowy Jork, USA - The Shed
5. 22 maja 2019 - New York City, Nowy Jork, USA - The Shed
6. 25 maja 2019 - New York City, Nowy Jork, USA - The Shed
7. 28 maja 2019 - New York City, Nowy Jork, USA - The Shed
8. 1 czerwca 2019 - New York City, Nowy Jork, USA - The Shed
9. 17 sierpnia 2019 - Meksyk, Meksyk - Parque Bicentenario
10. 20 sierpnia 2019 - Meksyk, Meksyk - Parque Bicentenario
11. 23 sierpnia 2019 - Meksyk, Meksyk - Parque Bicentenario
12. 27 sierpnia 2019 - Meksyk, Meksyk - Parque Bicentenario
13. 30 sierpnia 2019 - Meksyk, Meksyk - Parque Bicentenario
14. 13 listopada 2019 - Bruksela, Belgia - Forest National
15. 16 listopada 2019 - Esch-sur-Alzette, Luksemburg - Rockhal
16. 19 listopada 2019 - Londyn, Anglia - O2 Arena
17. 25 listopada 2019 - Glasgow, Szkocja - The SSE Hydro
18. 28 listopada 2019 - Dublin, Irlandia - 3Arena
19. 2 grudnia 2019 - Oslo, Norwegia - Oslo Spektrum
20. 5 grudnia 2019 - Kopenhaga, Dania - Royal Arena
21. 8 grudnia 2019 - Sztokholm, Szwecja - Ericsson Globe

## Źródła
- Cornucopia Tour